# Pematang (Na Ix-X)
Pematang is een bestuurslaag in het regentschap Labuhan Batu Utara van de provincie Noord-Sumatra, Indonesië. Pematang telt 2078 inwoners (volkstelling 2010).